# シャーム解放機構
シャーム解放機構（文語アラビア語発音：ハイアト・タフリール・アッ＝シャーム（HTS）アラビア語: هيئة تحرير الشام、翻字: Hayʼat Taḥrīr al-Shām、シャーム解放委員会、タハリール・アル・シャーム機構）は、シリア内戦にて活動した反政府武装組織である。2017年1月28日に反政府武装勢力でアル＝ヌスラ戦線、アンサール・アッ＝ディーン、ジャイシュ・アッ＝スンナ、リワー・アル＝ハック、ヌールッディーン・ザンキー運動（2017年7月20日離脱）が統合して結成された。統合前の名称である「ヌスラ戦線」と呼ばれることも多い。イドリブに本部がある。アメリカ合衆国やイギリスを始め、多くの国がアルカーイダと関連するテロ組織に指定している。2024年12月8日にシリア内戦での敵対勢力であるバッシャール・アル＝アサド政権が崩壊し、以降はシリア暫定政権の中で中心的な役割を果たしており、2024年12月23日にはシャーム解放機構を含む旧反体制派は解散し暫定政府の国防省傘下で統合することで合意、2025年1月29日に他の武装勢力とともに解散されたと発表された。

## 概要
前身のアル＝ヌスラ戦線と同様に、アルカーイダのシリア支部であるとみなされることがある。しかしながら、公式にはアルカーイダの一部であることを否定しており、「独立組織で、以前の組織や派閥の延長ではない」としている。ロシアはHTSはシリアをイスラム帝国に変えるというヌスラ戦線の目標を引き継いでいると主張している。シリア軍や支援するロシア連邦軍と戦闘を続ける一方で、アメリカ軍からの攻撃も度々受けている。また、ISIL、シリア解放戦線（シャーム自由人イスラム運動）など他の反政府武装勢力とも支配地域をめぐり度々衝突している。
2017年7月20日にはヌールッディーン・ザンキー運動が離反し、その後幾度も衝突が起きた。
2018年に入ると、攻勢を強めるシリア軍に対し、シリア解放戦線とも連携して抵抗する動きも出てきた。しかし、引き続きシリア解放戦線との衝突も起きている。
2019年1月、イドリブ県全域を完全掌握。同年5月にかけてシリア政府軍とロシア軍からの激しい爆撃を受けることとなった。
2019年10月、HTS支配地域のイドリブ県北部バーリーシャー村にISIL指導者バグダーディーが潜伏している事が発覚。HTSは付近一体を封鎖し、カイラ・ミューラー作戦によってバグダーディー暗殺を目指す米軍に協力した。
2022年現在もイドリブ近郊を掌握しており、訓練キャンプなどの拠点を置いている。
2024年11月、シリアの反政府勢力は、政府軍に対して攻勢を開始。HTSも主要都市ハマーの攻略を開始し、同年12月5日までに市内を掌握。中央刑務所を占拠し、囚人を解放した。12月8日にアサド政権は崩壊し、HTSは暫定政権を主導する中心的存在となった。司令官であるアブー・ムハンマド・アル＝ジャウラーニーは本名のアフマド・フサイン・アッ＝シャラアを名乗るようになり、アメリカは引き続きHTSをテロ組織に指定しているもののシャラアに対する逮捕報奨金を撤回した。12月23日にはHTSを含む旧反体制派が解散し、国防省傘下で統合することで合意した。